# Inmigración venezolana en Ecuador
La inmigración venezolana en Ecuador es un movimiento migratorio que se ha intensificado en los últimos años debido a la crisis económica en Venezuela. Ecuador es el cuarto receptor de venezolanos en América Latina y el Caribe (después de Colombia, Perú y Chile) con una población estimada de más de 240 000 migrantes a principios de junio de 2019.
En el primer semestre de 2018, en el Ecuador habría  71.302 de ciudadanos venezolanos. Según el Ministerio del Interior, unas 3 000 venezolanos ingresan diariamente al país, principalmente a través del Puente internacional de Rumichaca.
El 8 de agosto de 2018, el Gobierno declaró en emergencia las provincias de Pichincha, Carchi y El Oro, para brindar "urgente atención a los flujos migratorios inusuales de ciudadanos venezolanos". Desde el 18 de agosto de 2018, Ecuador exigirá a los ciudadanos extranjeros que ingresen al país la presentación del pasaporte como requisito. Sin embargo, el juzgado de la Unidad Tercera de la Familia aceptó el 24 de agosto la acción de medidas cautelares por 45 días contra la exigencia de pasaportes a los venezolanos. Ese mismo día, Ecuador anunció el establecimiento de un corredor humanitario entre la frontera con Colombia y Perú.
El 20 de enero de 2019, tras el asesinato de una mujer ecuatoriana a manos de un migrante venezolano en Ibarra, el Gobierno de Ecuador anunció que reforzaría los controles fronterizos y exigiría la presentación de los antecedentes judiciales a aquellos venezolanos que quieran ingresar al país. Esa misma noche, ciudadanos indignados llevaron a cabo una ola de ataques y protestas contra venezolanos residentes en Ibarra. Los gobiernos de Ecuador y Venezuela ofrecieron vuelos a los venezolanos para regresar a su país.

## Demografía

### Inmigración venezolana en Ecuador según los censos
| Venezolanos viviendo en Ecuador | Venezolanos viviendo en Ecuador | Venezolanos viviendo en Ecuador | Venezolanos viviendo en Ecuador | Venezolanos viviendo en Ecuador |
| Año                             | Venezolanos en Ecuador          | Variación Intercensal           | Censo de población              | Ref.                            |
| ------------------------------- | ------------------------------- | ------------------------------- | ------------------------------- | ------------------------------- |
| 1990                            | 2 379 venezolanos               | Sin cambios                     | Censo ecuatoriano de 1990       | [ 17 ]                          |
| 2001                            | 3 691 venezolanos               | 55,1 %                          | Censo ecuatoriano de 2001       | [ 18 ]                          |
| 2010                            | 4 944 venezolanos               | 33,9 %                          | Censo ecuatoriano de 2010       | [ 19 ]                          |
| 2022                            | 231 686 venezolanos             | 4500 %                          | Censo ecuatoriano de 2022       | [ 20 ]                          |

### Distribución por provincias
| VENEZOLANOS VIVIENDO EN ECUADOR (Distribuidos por Provincias) | VENEZOLANOS VIVIENDO EN ECUADOR (Distribuidos por Provincias) | VENEZOLANOS VIVIENDO EN ECUADOR (Distribuidos por Provincias) | VENEZOLANOS VIVIENDO EN ECUADOR (Distribuidos por Provincias) |
| N.º                                                           | Provincia                                                     | Censo 2022                                                    | Porcentaje del Total                                          |
| ------------------------------------------------------------- | ------------------------------------------------------------- | ------------------------------------------------------------- | ------------------------------------------------------------- |
| 1°                                                            | Pichincha                                                     | 68 797                                                        | 29,69 %                                                       |
| 2°                                                            | Guayas                                                        | 67 420                                                        | 29,09 %                                                       |
| 3°                                                            | Manabí                                                        | 21 046                                                        | 9,08 %                                                        |
| 4°                                                            | El Oro                                                        | 12 295                                                        | 5,30 %                                                        |
| 5°                                                            | Azuay                                                         | 10 869                                                        | 4,69 %                                                        |
| 6°                                                            | Tungurahua                                                    | 6 965                                                         | 3,00 %                                                        |
| 7°                                                            | Imbabura                                                      | 6 744                                                         | 2,91 %                                                        |
| 8°                                                            | Los Ríos                                                      | 5 582                                                         | 2,40 %                                                        |
| 9°                                                            | Santo Domingo                                                 | 5 490                                                         | 2,36 %                                                        |
| 10°                                                           | Santa Elena                                                   | 3 929                                                         | 1,69 %                                                        |
| 11°                                                           | Chimborazo                                                    | 3 225                                                         | 1,39 %                                                        |
| 12°                                                           | Cotopaxi                                                      | 2 973                                                         | 1,28 %                                                        |
| 13°                                                           | Sucumbíos                                                     | 2 606                                                         | 1,12 %                                                        |
| 14°                                                           | Esmeraldas                                                    | 2 468                                                         | 1,06 %                                                        |
| 15°                                                           | Carchi                                                        | 2 433                                                         | 1,05 %                                                        |
| 16°                                                           | Orellana                                                      | 1 833                                                         | 0,79 %                                                        |
| 17°                                                           | Cañar                                                         | 1 734                                                         | 0,74 %                                                        |
| 18°                                                           | Loja                                                          | 1 595                                                         | 0,68 %                                                        |
| 19°                                                           | Morona Santiago                                               | 1 027                                                         | 0,44 %                                                        |
| 20°                                                           | Pastaza                                                       | 909                                                           | 0,39 %                                                        |
| 21°                                                           | Napo                                                          | 577                                                           | 0,25 %                                                        |
| 22°                                                           | Bolívar                                                       | 556                                                           | 0,24 %                                                        |
| 23°                                                           | Zamora Chinchipe                                              | 537                                                           | 0,23 %                                                        |
| 24°                                                           | Galápagos                                                     | 76                                                            | 0,03 %                                                        |
| TOTAL VENEZOLANOS · EN Ecuador                                | TOTAL VENEZOLANOS · EN Ecuador                                | 231 686                                                       | 100 %                                                         |
| Fuente: Instituto Nacional de Estadística y Censos            |                                                               |                                                               |                                                               |

Según el Gobierno ecuatoriano, a septiembre de 2018, un total de 116 496 venezolanos se encontraban residiendo en Ecuador. El número de ciudadanos venezolanos residiendo en el país se incrementó de 8 901 en 2015 a 362 862 en agosto de 2020.
Entre las principales problemáticas a las que se enfrenta esta población están las altas tasas de desempleo, subempleo y posible explotación laboral.
La siguiente tabla muestra el crecimiento de la población venezolana en Ecuador entre los años 2015 y 2020:
| Año  | Venezolanos en Ecuador | Fuente |
| ---- | ---------------------- | ------ |
| 2000 | 900                    | [ 25 ] |
| 2010 | 1 700                  |        |
| 2011 | 2 100                  |        |
| 2012 | 2 500                  |        |
| 2013 | 3 200                  |        |
| 2014 | 5 100                  |        |
| 2015 | 8 901                  |        |
| 2016 | 23 719                 |        |
| 2017 | 58 389                 |        |
| 2018 | 212 126                |        |
| 2019 | 362 862                |        |
| 2020 | 415 835                | [ 25 ] |

## Acciones del Gobierno ecuatoriano
Desde el 2016 hasta agosto de 2020, 1.863.830 ciudadanos venezolanos ingresaron y pasaron por Ecuador, de ellos, 350.491 mil se encuentran como saldo migratorio, es decir, permanecen en el país de forma regular pero, de acuerdo a las proyecciones de Cancillería y organismos internacionales, se considera que 417.000 ciudadanos venezolanos están en el país, incluidos los que ingresaron irregularmente.
Según cifras de la Cancillería ecuatoriana, hasta el 28 de agosto, hay 67.333 ciudadanos venezolanos regularizados en Ecuador, desde agosto del 2019 a agosto del 2020, de acuerdo a los procesos establecidos por el Gobierno de Lenín Moreno, a través del Decreto Ejecutivo 826, con el Registro Migratorio y la Visa de Excepción por Razones Humanitarias (VERHU), en julio del 2019. 
Ecuador implementa un Plan Integral de Atención y Protección de la Población Venezolana en Movilidad Humana 2020-2021 con cuatro ejes: inclusión socioeconómica, atención y protección, acceso a servicios y coordinación y cooperación internacional y manejo multilateral.
Al año 2021, el gobierno ecuatoriano prometió ante organismos internacionales como la ONU Y la OEA, el plan de regularización de migrantes venezolanos más ambicioso de la región, sin embargo al primer trimestres el año 2022 este plan no se ha llevado a a cabo, en contraste se han aplicado fuertes multas, desconociendo la identidad de los migrantes que alguna vez estuvieron regularizados y hacen vida en el ecuador.

## Plan Integral de Atención y Protección de la Población Venezolana en Movilidad Humana 2020-2021
El Primer “Plan Integral para la Atención y Protección del Flujo Migratorio Venezolano” se emitió en septiembre de 2018. Su objetivo fue “generar directrices estratégicas para que el Estado ecuatoriano conjuntamente con los organismos internacionales, la sociedad civil y otros actores pertinentes, realice y continúe ejecutando programas y acciones a favor de los migrantes venezolanos que ingresan, transitan, permanecen, salen y retornan a Ecuador, con un enfoque de derechos humanos, y con una proyección hacia el futuro, que incluya la cuantificación de costos, las necesidades de financiamiento y evaluaciones de cumplimiento”. 
Se trazaron cuatro líneas estratégicas: Ayuda Humanitaria, para proteger a grupos de atención prioritaria en contextos de movilidad humana; integración local, rol de la comunidad de acogida y acciones de prevención y protección contra la discriminación y xenofobia; acciones para prevención y combatir la trata de personas y/o tráfico ilícito de migrantes; y, generar acciones de cooperación en materia de movilidad humana. Estas líneas estratégicas han sido recogidas en este Plan a fin de dar la continuidad requerida en respuesta al estado de situación actual de la población migrante venezolana en Ecuador.